# ذيس وور أوف ماين
ذيس وور أوف ماين (بالإنجليزية: This War of Mine)‏ هي لعبة بقاء حربية من تطوير شركة 11 بيت ستوديوز. صدرت اللعبة على أجهزة مايكروسوفت ويندوز، ماك أو إس ولينكس في نوفمبر 2014.